# Fontalovskaya
Fontalovskaya (del ruso: Фонталовская) es una stanitsa del raión de Temriuk del krai de Krasnodar del sur de Rusia. Está situada en la península de Tamán, tierra adentro entre la costa de la bahía de Tamán y la del mar de Azov, 39 km al noroeste de Temriuk y 164 km al oeste de Krasnodar, la capital del krai. Tenía 1 012 habitantes en 2010.
Es cabeza del municipio Fontalovskoye, al que pertenecen asimismo Volná Revolutsi, Kuchugury y Yubileini.

## Historia
Fue fundada en 1810 en tierras de la stanitsa Ajtanízovskaya como Fontalovski. Fue ascendido al estatus de stanitsa en 1904.

## Economía y transporte
La localidad destaca por sus viñedos. Por la localidad pasa la vía férrea a Port Kavkaz (estación Fontalovskaya) y la carretera federal M25 Novorosíisk-Port Kavkaz.